# Ålleberg
Ålleberg är ett platåberg i Falbygden i Västergötland. Berget ligger några kilometer sydost om Falköping och tillhör västgötabergen. Berget når en höjd av 335.2 meter över havet (WGS84:58.13466, 13.597116). Berget är relativt litet till ytan och topplatån är bara cirka 100 hektar. 

## Bakgrund

### Etymologi
Namnet Ålleberg antas komma från det lokala ordet ålla som betyder sänka. I norr finns en spricka som kan passa in på beskrivningen.  

### Historik
Ett av de finaste guldfynden i Sverige är den treringade Ållebergskragen. Två män fann guldhalskragen 1827 vid Ållebergs ände, som bergets nordspets kallas. Vid bergets fot i norr mynnar den aldrig sinande Hokällan i en stenho vid den gamla landsvägen. På Ålleberg växer den för Sverige ovanliga växten Tistelsnyltrot. Ålleberg har flera vandringsleder och en asfalterad bilväg leder till bergets topp. 
Under medeltiden utgjorde socknarna kring Ålleberg en egen fjärding i Vartofta härad kallad Ållebergs fjärding.
På bergets platå ligger ett flygfält och ett segelflygmuseum samt ett flygcentrum som byggdes under andra världskriget. Vid västhanget ligger en restaurang. Ålleberg har sedan andra världskriget varit en plats för segelflyg och har sedan slutet av 1900-talet varit en plats för skärmflygning. På Ålleberg ligger en campingplats med ca 70 platser och 8 stugor.
Delar av platåberget är ett 199,4 hektar stort naturreservat, tillika ett Natura 2000-område. Reservatet avsattes 2002. 

### Ållebergs ryttare
Enligt sägnen sägs bergets inre bestå av en väldig sal där Ållebergs ryttare sover i väntan på ofärdstider då de ska rycka ut och rädda landet. Dessa är tolv spöken från slaget vid Åsle 1389 och i sina gyllene riddarrustningar är de beredda att störta fram och försvara Sverige om kriget kommer. Myten säger också att berget bebos av ett bergatroll vid namn Ålla som betjänar Ållebergs ryttare.

## Bildgalleri

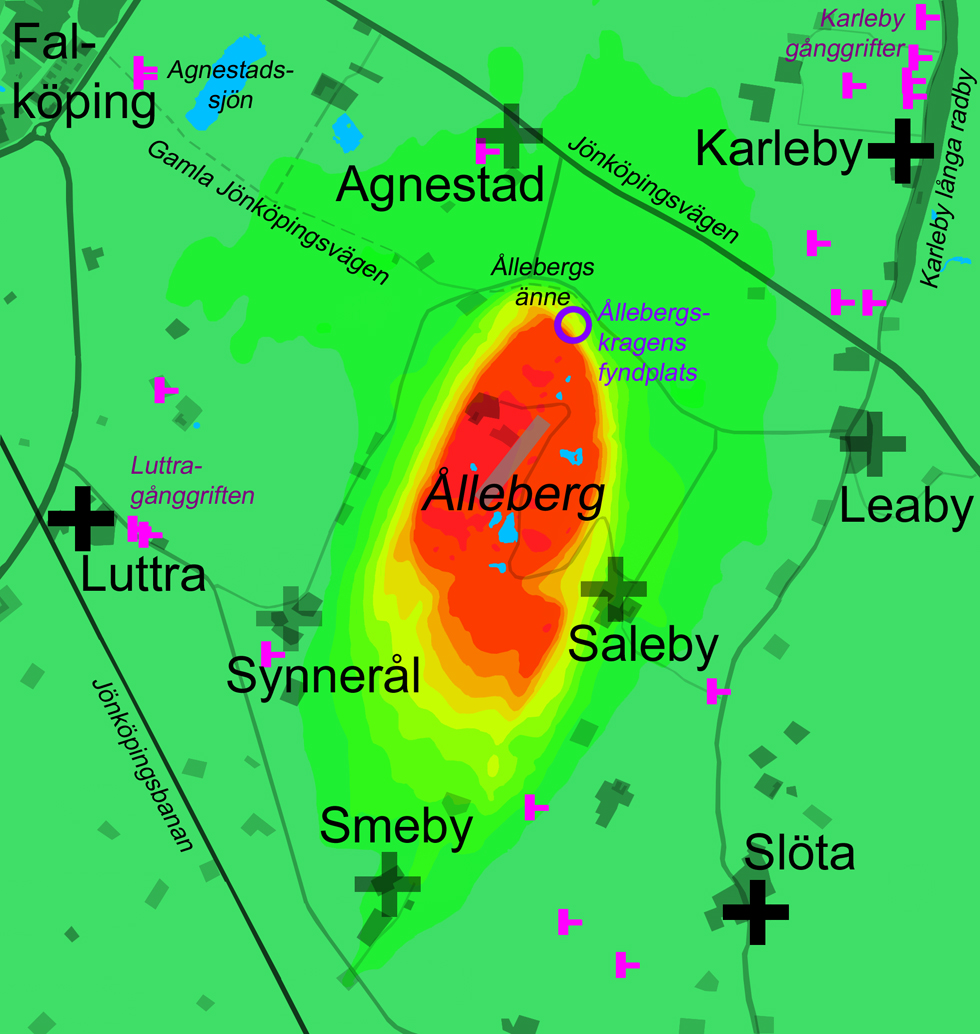
Karta över Ålleberg.
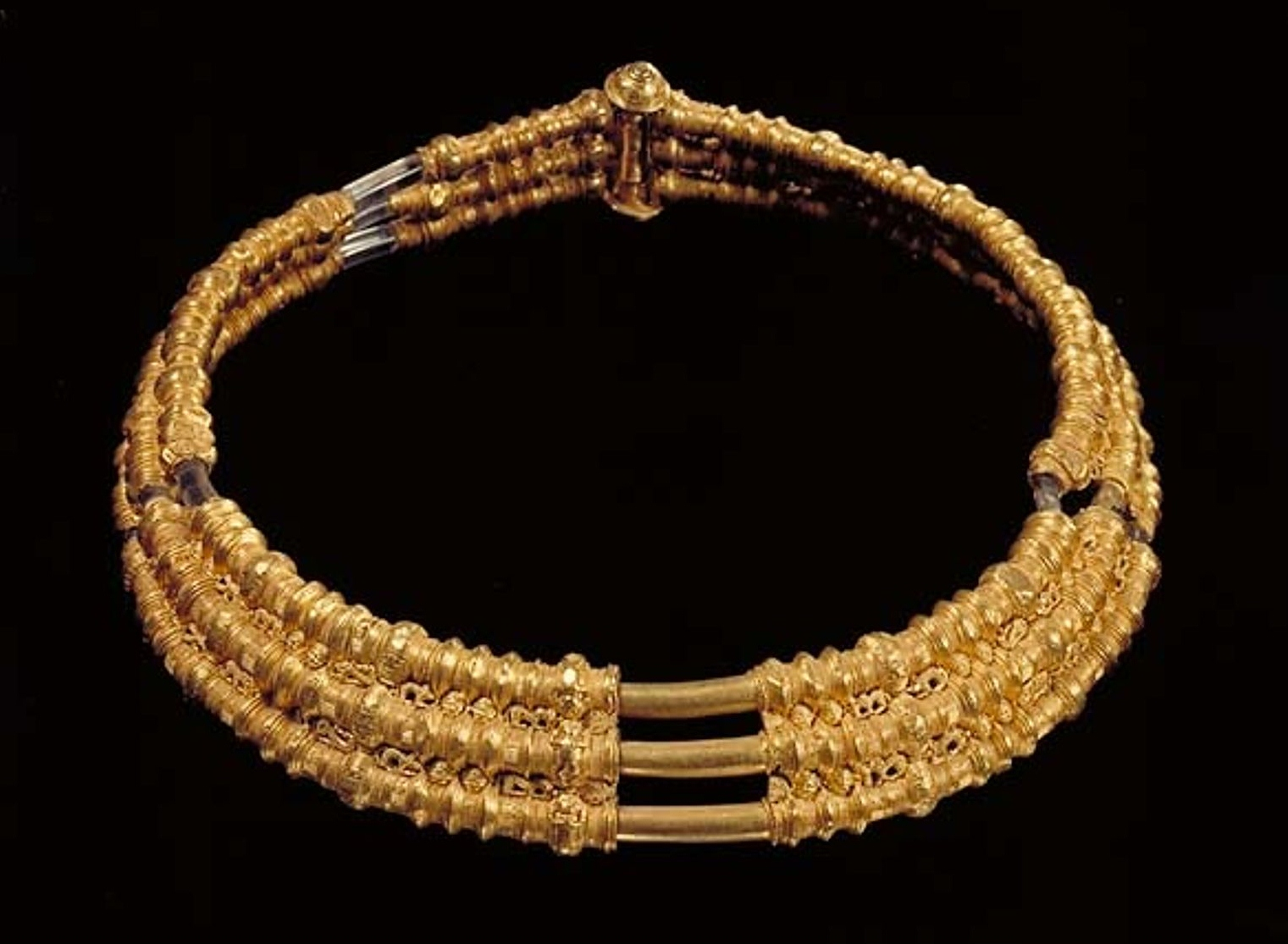
Ållebergskragen daterad till Folkvandringstid. Utställd i guldrummet på Historiska museet i Stockholm.
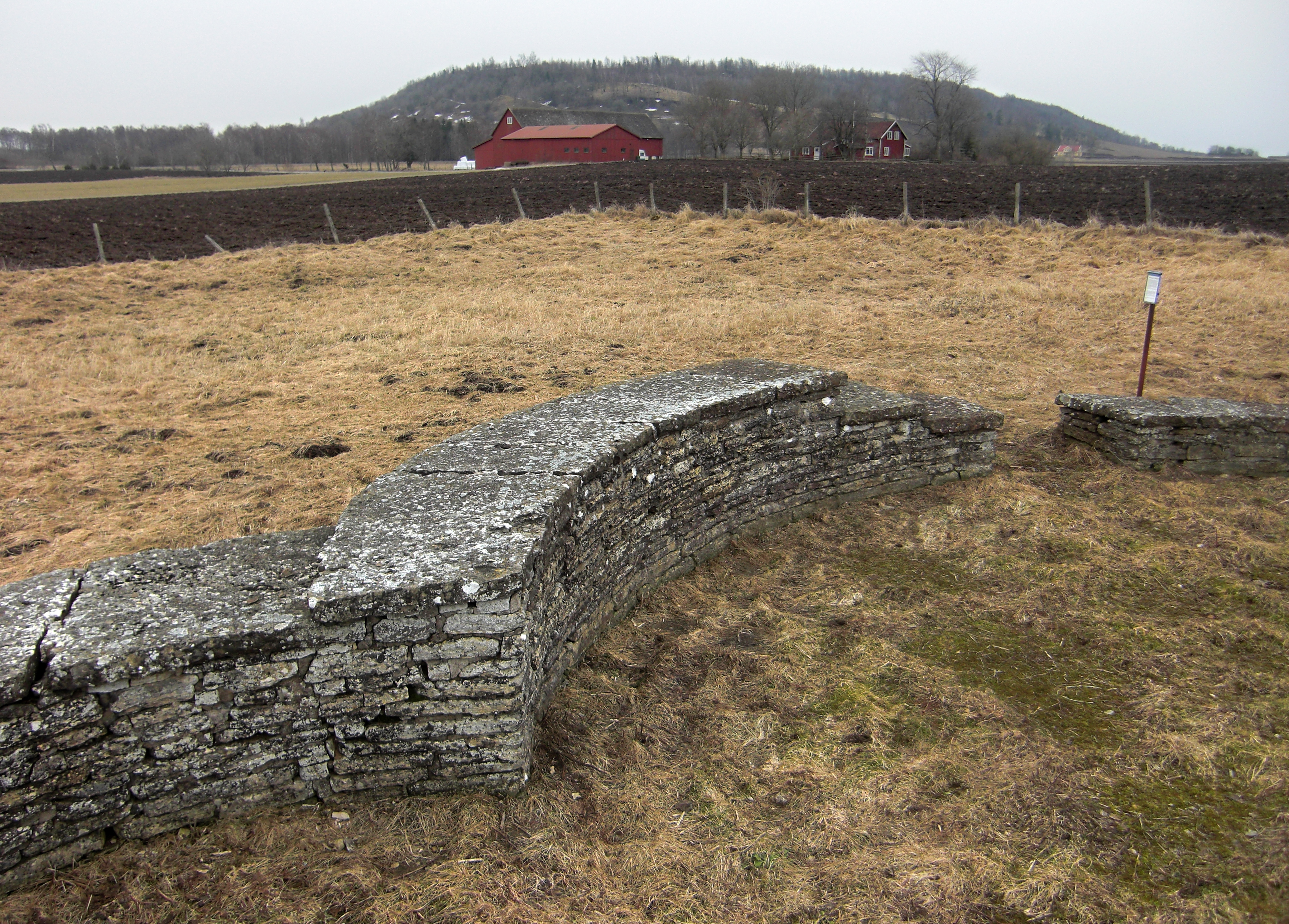
Agnestads kyrkoruin med Ålleberg i bakgrunden.